# 握り詰め
握り詰め(にぎりつめ、にぎりづめ)は、詰将棋において、玉・王以外の駒の中から、初期配置に置ける駒をランダムに選び、選んだ駒をと玉将を全て使って作るものである。

## 概要
一般的なルールとしては、玉将・王将を除いた残り38枚の駒を箱ないしは袋に入れ、その中からランダムに数枚の駒を取り出して、取り出した駒全てと、玉方の玉を過不足なく盤上に置くか、または攻方の持駒にして、完全な詰将棋にしなければならない。
(余詰のない)完全な詰将棋にしなければならないため、一般的な詰将棋よりも制作の難易度は格段に高い。
また、作品の内容によっては、双玉詰将棋、煙詰めなど、別のジャンルを伴う場合がある。例えば、双玉詰将棋の場合、「攻方の玉の採用は自由」と言った、作問をより簡単にするルールや、「初めから駒箱や駒袋にもう一枚の玉を入れておき、玉が出た時のみ双玉詰将棋にする」「初めから双玉詰将棋にすることを前提にしたうえで握り詰をする」といった、作問をより難しくするルールもある。双玉詰将棋を採用する場合は、事前にルールを決めたほうが良いだろう。

## 関連する人物
- 浦野真彦